# 仙侠
仙侠是中国文学、美术、戏曲、影视以及电子游戏等虚构作品的一类古典奇幻体裁，在一定程度上与西方奇幻文学中的“剑与魔法”文类相似，不同的是仙侠主要受道教和中国哲学影响，融合了大量中国神话、民间传说和志怪传记元素。与相似的玄幻和神魔小说相比，当作品涉及到修真驱邪、炼丹画符、阴阳五行、神仙术士或妖魔鬼怪等元素时，都可以被分类到仙侠类型。仙侠作品与武侠一样也涉及冒险、个人成长、侠义道、善恶纷争等文学元素，但有着更多的奇幻和超自然设定。

## 文学作品
创作于1930年代的《蜀山剑侠传》为仙侠作品发展史上的一部里程碑式的作品。该作品中塑造出了御剑飞行、斩妖除魔、超脱俗世的仙侠形象，自此区分出了“出世仙侠”和“入世武侠”两种体裁。
进入21世纪，随着网络和手机的普及，以网络文学形式发表的仙侠小说开始了爆炸性地增长。2003年，首部仙侠网络小说《诛仙》出版。2012年，网络上玄幻小说和仙侠小说日更新达到2.3亿字节。

### 網路文學
仙侠小说在各網路文學站点上流行。在起点中文网上将其划分了5个子类：修真文明、幻想修仙、现代修真、神话修真、古典仙侠。
起点中文网的仙侠大类实际上对应的是“修真”类，与“侠”无关。而晋江文学城上仙侠分类的更接近“仙”加“侠”结合的定义，即不以“长生不老、利己第一”为原则，故事更注重于侠义精神。

## 影视作品

### 电视剧
仙侠题材电视剧的特点通常包括天马行空的世界观设定和注重场景特效制作。
2005年基于同名游戏改编的《仙剑奇侠传》电视剧播出，是仙侠从亚文化向主流转型的一个重要里程碑，自此之后仙侠题材的电视剧开始发展。2014年-2015年，《古剑奇谭》和《花千骨》的热播，开启了網路小说改编和原创剧本仙侠剧高产阶段。之后不少仙侠剧收获了高收视率，如2017年的《三生三世十里桃花》和2018年的《香蜜沉沉烬如霜》。
进入2020年代后，中国大陆仙侠剧呈现“仙情剧”的趋势，剧集中重视表现几生几世虐恋之“情”，而忽视诠释家国、天下、江湖之“侠”，遭到了不少套路化、同质化的批评。

### 电影
早期开创性的仙侠电影包括徐克执导的《新蜀山剑侠》（1983年）和《蜀山传》（2001年）。中期仙侠电影包括程小东执导的《诛仙 I》（2019年）。